# Ringschlitzantenne
Die Ringschlitzantenne (englisch Flushmount antenna, oder englisch Annular slot antenna) ist eine Antennenbauform die bündig mit der sie umgebenden Fläche abschließt. Ringschlitzantennen ragen bei Luftfahrzeugen nicht aus der Außenhaut des Rumpfes eines Luftfahrzeuges heraus, wie die üblicherweise bei Luftfahrzeugen genutzte Antennenformen λ/4-Blade- (dt. Schwertantenne) oder λ/4-Stub-Antennen (dt. Stummel). Der Luftwiderstand eines Luftfahrzeuges wird dadurch nicht vergrößert und ist dadurch aerodynamisch günstiger. Dies ist besonders bei schnelleren Luftfahrzeugen von Vorteil, z. B. bei Jagdflugzeugen.
Magnetische Antennen, wie auch die Ringschlitzantenne, erlauben auch eine Nutzung, wenn elektrische Antennen nur bedingt oder gar nicht nutzbar sind, z. B. bei Luftfahrzeugen, wenn bei Überschallgeschwindigkeiten eine Schicht von leitendem Plasma das Luftfahrzeugt umhüllt, wodurch elektromagnetische Signal stark reflektiert werden.
Einsatz finden Ringschlitzantennen in Luftfahrzeugen z. B. für DME- und TACAN-Interrogatoren oder SSR Mode ACS-basierten Transpondern ,die den gesamten Frequenzbereich zwischen 960 MHz und 1215 MHz abdecken der von der Internationalen Fernmeldeunion (engl. International Telecommunication Union, ITU) dem Flugnavigationsfunkdienst (engl. Aeronautical Radio Navigation Systems, ARNS) weltweit zugewiesen ist.
Diese Antennenbauform besitzt wie λ/4-Blade- oder λ/4-Stub-Antennen eine vertikale Polarisation und einen Antennengewinn von 5,25 dBi. Während Flushmount-, λ/4-Blade und λ/4-Stub-Antennen im Freiraum eine Rundstrahlcharakteristik aufweisen, weicht das reale Antennendiagramm nach Montage an einem Luftfahrzeugen mehr oder weniger stark ab, abhängig von Form und Größe des Flugzeugrumpfes, dem Montageort auf dem Rumpf und anderer aus dem Flugzeugrumpf herausragende Teile, wie z. B. andere Antennen oder Sensoren. Eine weitere Verformung des Antennendiagramms kann auch durch bewegliche Teile am Luftfahrzeug z. B. Rudder, oder ein- bzw. ausfahrbare Teile, z. B. Fahrwerk erfolgen.

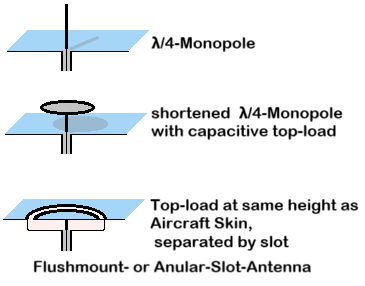
Herleitung Ringschlitzantenne (en. Flushmount-antenna) aus einer 1/4-λ Monopole-Antenne

Die Entstehung einer Ringschlitzantenne kann aus einer λ/4-Monopole-
-Antenne hergeleitet werden. Durch Verwendung einer metallisch leitenden Scheibe als Dachkapazität, die an der Spitze des vertikalen Strahler elektrisch leitend verbunden ist, verkürzt sich die notwendige Antennenhöhe bei gleichbleibender Frequenz mit steigendem Durchmesser der Scheibe bzw. mit größer werdender Kapazität. Sobald die kapazitive Dachlast auf gleicher Höhe wie die Außenhaut des Flugzeugrumpfes befindet, erhält man eine Ringschlitzantenne. Die dargestellte Speisung der Ringschlitzantenne stellt nur eine mögliche Form der Ankopplung an ein Koaxialkabel dar., , 